# Голдсборо, Луис
Луис Мелешербс Голдсборо (Louis Malesherbes Goldsborough) (18 февраля 1805 – 20 февраля 1877) — американский военный, военно-морской офицер, суперинтендант военно-морской академии США (1853–1857) и контр-адмирал американского флота в годы гражданской войны. 

## Ранние годы
Луис Голдсборо родился в Вашингтоне в 1805 году в семье служащего военно-морского департамента США. 28 июня 1812 года секретарь военно-морского департамента, Пол Гамильтон присвоил ему звание гардемарина, но Луису было только семь лет, поэтому он не служил до 1816 года. 18 февраля 1817 года Голдсборо получил звание лейтенанта.
В 1831 году Голдсборо женился на Элизабет Вирт, дочери Уильяма Вирта, генерального прокурора. В их семье было трое детей: Уильям, Луис и Элизабет.